# Národní vláda (Spojené království)
Národní vláda je označení v současnosti používané pro sérii koaličních vlád ve Spojeném království úřadujících v letech 1931 až 1940. Ve jejich čele se postupně vystřídali Ramsay MacDonald, Stanley Baldwin a Neville Chamberlain. První národní vláda byla vytvořena v létě 1931 jako koalice většiny politických stran v reakci na gradaci Velké hospodářské krize; postupem třicátých let ale kabinetům začala jasně dominovat Konzervativní strana. Éra národních vlád skončila roku 1940 nástupem Churchillova válečného kabinetu, zahrnujícího i Labouristickou stranu.
Jako národní se svého času zvaly též válečné vlády za první i druhé světové války, nyní se o nich píše jako o koaličních. Také Churchillův krátce působící přechodný kabinet v roce 1945 užíval termín národní.

## Seznam národních vlád
| Vláda                        | Předseda | Předseda | Předseda            | Ve funkci       | Ve funkci       | Strany ve vládě                                                          |
| Vláda                        |          | Portrét  | Jméno               | Od              | Do              | Strany ve vládě                                                          |
| ---------------------------- | -------- | -------- | ------------------- | --------------- | --------------- | ------------------------------------------------------------------------ |
| První národní vláda          |          |          | Ramsay MacDonald    | 24. srpna 1931  | 27. října 1931  | Konzervativci-Národní labouristé-Liberálové                              |
| Druhá národní vláda          |          |          | Ramsay MacDonald    | 27. října 1931  | 7. června 1935  | Konzervativci-Národní labouristé-Liberálové (do 1932)-Národní liberálové |
| Třetí národní vláda          |          |          | Stanley Baldwin     | 7. června 1935  | 28. května 1937 | Konzervativci-Národní labouristé-Národní liberálové                      |
| Čtvrtá národní vláda         |          |          | Neville Chamberlain | 28. května 1937 | 3. září 1939    | Konzervativci-Národní labouristé-Národní liberálové                      |
| Chamberlainova válečná vláda |          |          | Neville Chamberlain | 3. září 1939    | 10. května 1940 | Konzervativci-Národní labouristé-Národní liberálové                      |

## Krize roku 1931

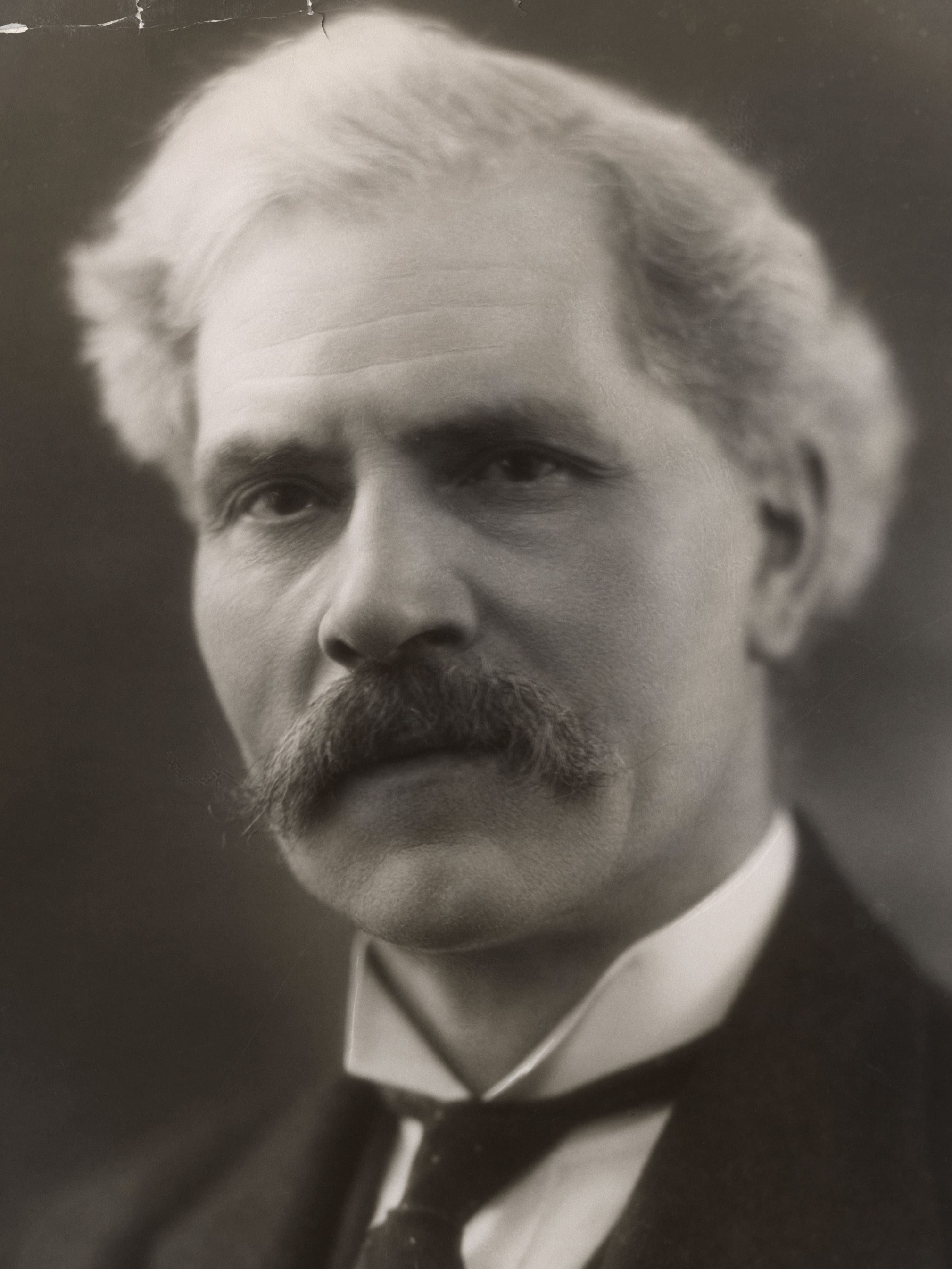
Premiér Ramsay MacDonald

V létě 1931 eskalovala v Británii Velká hospodářská krize; důvěra v libru padala a nezaměstnanost přesáhla dva miliony. Snížení počtu lidí schopných platit daně způsobilo výpadek veřejných příjmů, zároveň ale lidé volali po vyšších dávkách pro nezaměstnané. Sílil tlak na úspory ve veřejné sféře, což bylo menšinovou labouristickou vládou odmítáno. Již před letní recesí byla napříč politickými stranami ustavena ekonomická komise vedená sirem Georgem Mayem, která představovala nezpochybnitelnou autoritu. Její zpráva byla
nemilosrdná - Británie čelí dluhu přesahujícímu 120 milionů liber, se kterým si nemusí být schopna sama poradit; ekonomika se dostala na pokraj zhroucení. V srpnu začíná být pozice vlády v Dolní sněmovně nejistá a ministerský předseda Ramsay MacDonald proto 13. srpna opozici slíbí rozpočtové škrty, což je ale proti duchu většiny kabinetu, který jakákoli úsporná opatření proti vůli premiéra a ministra financí Philipa Snowdena zamítl.
Vláda nakonec padla 23. srpna. Dopoledne král Jiří V. pozval lídry tří největších stran - Labouristické (MacDonald), Konzervativní (Stanley Baldwin) a Liberální (Herbert Samuel) - do Buckinghamského paláce; následně byla vydána zpráva, že se zvažuje utvoření krizové národní vlády. Po schůzce zamířil premiér do Downing Street na poslední schůzi labouristického kabinetu, který informoval o své rezignaci. Odpoledne jednal s Baldwinem a Samuelem, aby se poté odebral zpět do Buckinghamského paláce. Během nástupu do automobilu prohodil, že krize skončila. V paláci ho král pověřil sestavením národní vlády, která vstoupila do úřadu následujícího dne.
Nový kabinet se skládal z 4 labouristů, 4 konzervativců a 2 liberálů; všech 287 labouristických poslanců až na 14 ale odmítlo vládu podpořit a její zastánce ze strany vyloučili. Přesto si vláda zachovala většinu - na příštím zasedání parlamentu činila 59 poslanců. V průběhu září kabinet pod vedením Snowdena provedl nejnutnější krizová opatření; byly přijaty rozpočtové škrty a Británie opustila zlatý standard. Na začátku října sice trhy stále byly nestabilní, země ale byla z nejhoršího venku a vláda si mezi veřejností i médii získala velkou popularitu. V důsledku toho (a pod tlakem konzervativců) požádal MacDonald krále o vypsání všeobecných voleb.
To rozdělilo Liberální stranu. Její zhruba polovina vedená sirem Johnem Simonem byla účasti ve vládě velmi příznivě nakloněna, i kdyby se musela zavedením ochranných cel, prosazovaných konzervativci, vzdát liberální doktríny o volném obchodě. To bylo zcela proti duchu malé skupiny pod vedením Davida Lloyd George, který se nedávno vzdal vůdcovství strany ve prospěch Herberta Samuela. Tato frakce viděla ve volbách jasné nebezpečí konzervativní většiny a de facto rozkaz k popravě strany. Jako středové křídlo se vyprofilovala skupina pod vedením předsedy strany Samuela, která s volbami a zastoupením v kabinetu opatrně souhlasila, ale doktríny volného obchodu se vzdát nechtěla.
Pro volby v říjnu 1931 se kandidáti národní vlády předem dohodli na kandidátech v jednotlivých obvodech. Většina těchto kandidátů patřila ke Konzervativní straně, MacDonaldovi zastánci tvořící Národní labouristickou organizaci nakonec postavili jen 20 kandidátů. Simonovi liberálové před volbami založili Liberální národní stranu. Volby národní vláda jednoznačně vyhrála, získala téměř 70% hlasů a 90% mandátů; z nich náleželo 470 Konzervativní straně, 35 Liberální národní straně, 33 Liberální straně a jen 13 MacDonaldovým národním labouristům. V reakci na výsledek hlasování podala stávající vláda demisi a vzápětí byl MacDonald pověřen sestavením národní vlády nové, reflektující volební výsledek.

## Druhá národní vláda
Druhá národní vláda byla jmenována 27. října 1931 a celkově v ní posílila Konzervativní strana. Ta v kabinetu obsadila 11 křesel, národní labouristé 4, liberálové 3 a Liberální národní strana 2. Lídr konzervativců Stanley Baldwin setrval na pozici předsedy Státní rady (de facto vicepremiéra) a Philip Snowden se přesunul do funkce lorda strážce pečeti; v úřadu ministra financí jej nahradil konzervativec Neville Chamberlain.
Volební výsledek byl vnímán zejména jako úspěch národní vlády jako celku, proto zatím nebyla dominance Konzervativní strany jednoznačná. Postupem času začala vláda uvažovat o zavedení cel; nové pořádky s vlažným vztahem k volnému obchodu symbolizoval národní liberál Walter Runciman na postu ministra obchodu. Postoj Samuelových liberálů vůči vládě byl už tak odměřený, ale nechtěli opuštěním vlády riskovat antipatie veřejnosti. Návrh na všeobecné clo ve výši 10% byl nakonec navržen a přijat v lednu 1932 a naprotest proti němu ministři za Liberální stranu pod tlakem členské základny přece jen rezignovali. Tímto okamžikem společná idendita vládních stran vážně utrpěla; od této chvíle už byla národní vláda vládou v podstatě konzervativní.

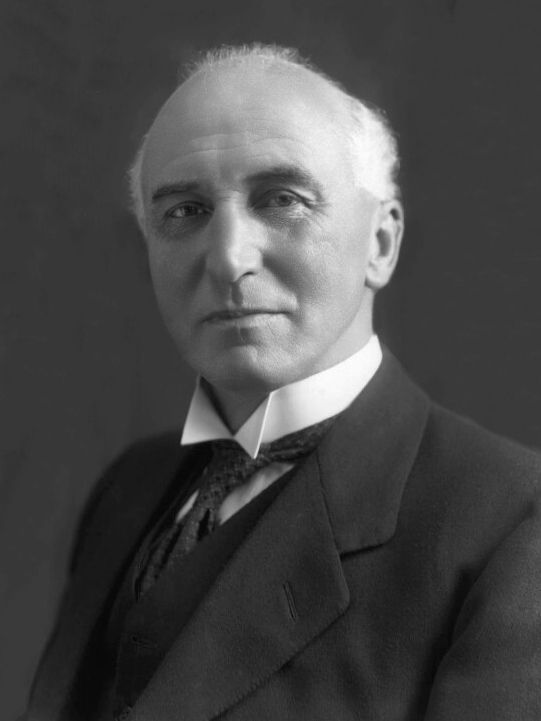
Ministr zahraničí sir John Simon

V zahraniční politice prosadila vláda ještě na konci roku 1931 tzv. Westminsterský statut, který de facto uznával nezávislost britských dominií. Kanada, Jižní Afrika a Irsko ho ratifikovaly neprodleně, Austrálie a Nový Zéland až v roce 1942, resp. 1947. Do období druhé národní vlády a ministra zahraničí sira Johna Simona se též datuje počátek politiky appeasementu. Tento vůdce Liberální národní strany a zastánce sbližování s nacistickým Německem, přestože se v Baldwinově vládě přesunul na post ministra vnitra a v Chamberlainově do úřadu ministra financí, zůstal hlavní kabinetní autoritou pro zahraniční otázky. Ve stejný den, kdy německý Říšský sněm přijal zmocňovací zákon, dávající Hitlerovi neomezenou moc, prohlásil v Dolní sněmovně, že nic do budoucna nevyvolá válku s větší pravděpodobností, než dobře vyzbrojená Francie proti odzbrojenému Německu.
V červnu roku 1935 proběhla kabinetní rošáda a MacDonald s Baldwinem si vyměnili svoje úřady; nastoupila tedy již třetí národní vláda, ve které už konzervativci absolutně dominovali.

## Baldwinova vláda

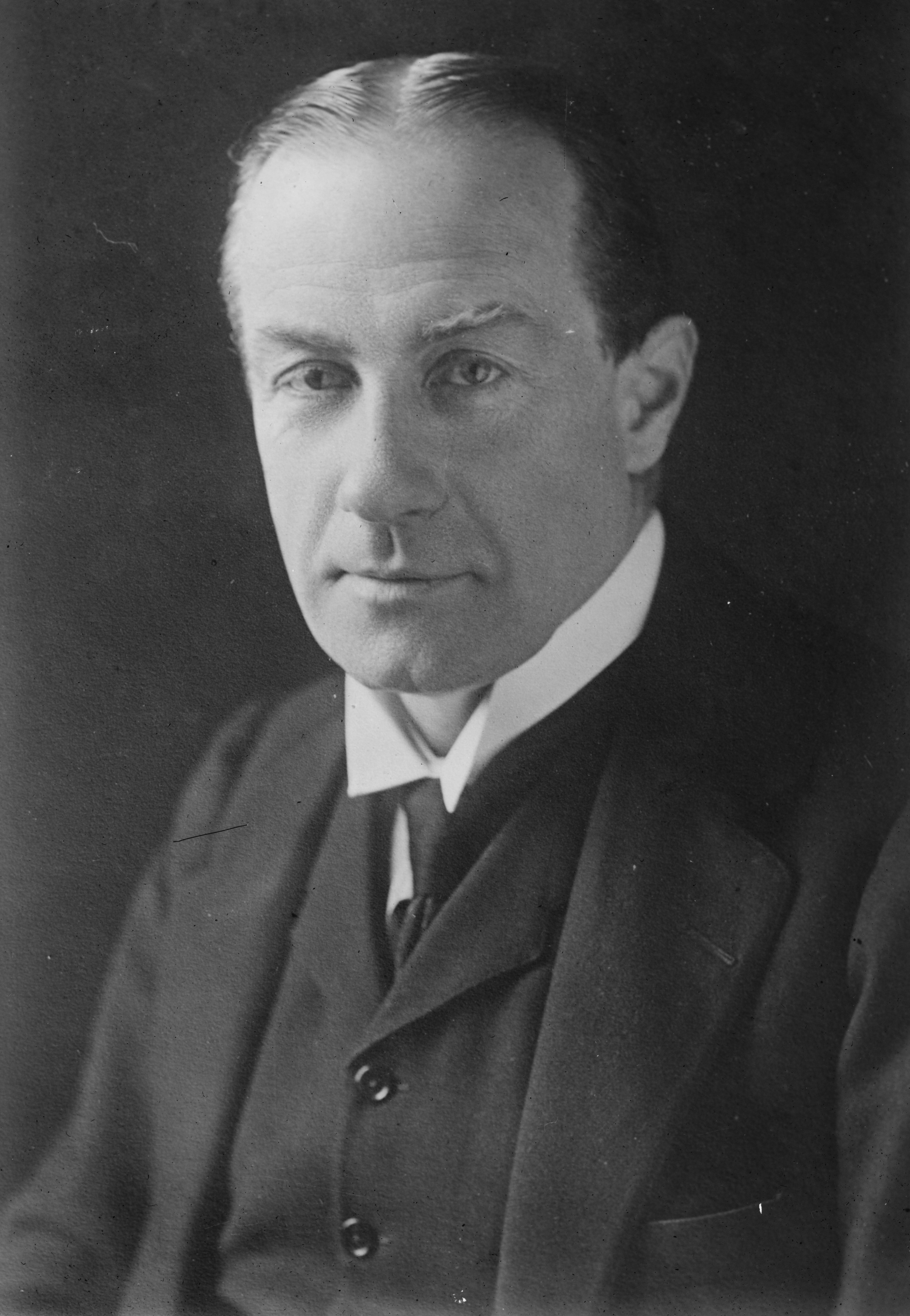
Premiér Stanley Baldwin

Třetí národní vláda nastoupila do úřadu 7. června 1935. V kabinetu držela Konzervativní strana 13 ministrů, Liberální národní strana jen 3 a národní labouristé též 3. Do funkce premiéra nastoupil již potřetí Stanley Baldwin, Ramsay MacDonald se stal předsedou Státní rady. V návaznosti na tyto změny Baldwin prosadil konání všeobecných voleb na podzim. V nich sliboval pokračování národní vlády a též posilování britského obranného systému. V jeho názorech se totiž odehrála roku 1934 změna. Původně prosazoval mezinárodní odzbrojení, protože „bombardéry nic nezastaví“, jakmile ale nacistická hrozba začala být očividná, počal se proti vůli labouristů a liberálů zasazovat o spuštění obranných programů (1934–1937). Kabinet byl ale oslaben vyzrazením dohody ministra zahraničí Samuela Hoarea s italskou fašistickou vládou o válce v Habeši, de facto vycházející vstříc Itálii. V roce 1936 navíc nechal bez povšimnutí remitilarizaci Porýní. Ve výsledku se ukázala nejednoznačná politika národní vlády, kombinující ozbrojené hrozby a zároveň snahu začlenit Hitlera a Mussoliniho do jakési celoevropské mírové dohody, jako nedostačující.
Ve volbách roku 1935 si národní vláda svou silnou pozici udržela, i když s ne tak ohromnou většinou, jako před čtyřmi lety. Konzervativci obsadili 387 křesel (pokles o 83), národní liberálové 33 (pokles o 2) a národní labouristé pouze 8 (pokles o 5); vláda získala těsně přes 50% hlasů. Hned následujícího roku se musel kabinet potýkat s událostmi, známými jako abdikační krize. Král Jiří V. totiž zemřel a na jeho místo nastoupil jeho prvorozený syn Edvard VIII. Ten se rozhodl oženit se s dvakrát rozvedenou Američankou Wallis Simpsonovou. Baldwin ho upozornil, že veřejnost Simpsonovou nikdy nepřijme jako královnu; král tedy navrhl, aby se Simpsonová sice stala jeho chotí, ale ne královnou. Vláda pohrozila, že v takovém případě podá demisi. Aféra se následně začala řešit v tisku a vzbudila ostrou reakci veřejnosti. 11. prosince Edvard VIII. kapituloval před veřejným míněním a de facto celou politickou scénou a abdikoval.
V květnu 1937 Baldwin po dohromady více než 7 letech v úřadu ministerského předsedy rezignoval a na jeho místo nastoupil Neville Chamberlain.

## Chamberlainovy vlády

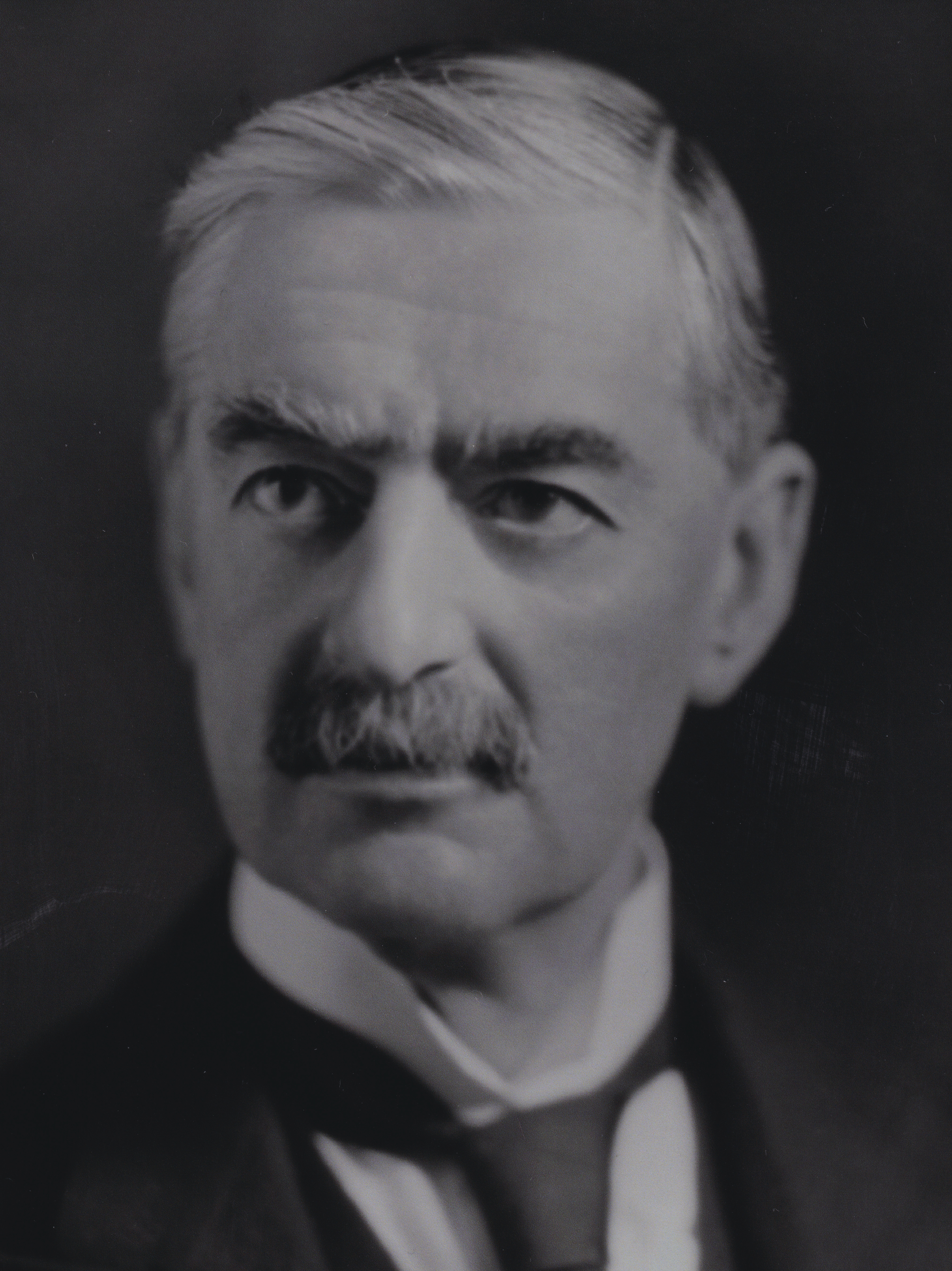
Neville Chamberlain

V novém kabinetu měla Konzervativní strana 14 ministrů, Liberální národní strana 4 a národní labouristé pouze 2. Kvůli zdravotním potížím již ve vládě chyběl Ramsay MacDonald, který také v listopadu 1937 zemřel. Jednalo se o de facto čistě konzervativní administrativu.
Vláda se musela potýkat se vzrůstající agresivitou Německa, Itálie a Japonska. Sám premiér Chamberlain nebyl zastáncem výdajů na zbrojení, společně s labouristy raději peníze viděl ve zdravotnictví či školství. Proti anšlusu Rakouska Británie jen lehce protestovala. Chamberlaina zarazilo, když mu Hitler začal v létě 1938 vyhrožovat válkou, pokud mu Československo nepodstoupí Sudety. Ministerský předseda se tedy jal vyjednávat s Německem v Mnichově, kde v zájmu míru kapituloval a Sudety Hitlerovi přenechal za příslib, že nebude ohrožovat zbytek státu. Chamberlain byl po návratu domů přesvědčen, že zachránil mír a většina Britů s ním souhlasila; současně se ale zvedala vlna kritiky v čele s Winstonem Churchillem. I ve vládních kruzích postupně sílila nervozita a po okupaci zbytku Československa (de facto porušení Mnichovské dohody) kabinet přijal rozhodnutí vyrábět letadla co nejrychlejším tempem. Nyní již premiér poznal, že se na nacisty nedá spolehnout, a po německo-sovětské invazi do Polska prosadil vyhlášení války Německu.
Pro tento účel Chamberlain 3. září vytvořil novou vládu; v ní fungoval malý válečný kabinet sestávající z 5 konzervativců, 2 národních liberálů a 2 nestraníků. Pozici 1. lorda admirality v něm zastával Churchill. Vedení této první fáze války, zvané podivná válka, ale vázlo - veškerá iniciativa byla ponechána na Hitlerovi. Ten také na jaře 1940 obsadil Dánsko, Norsko, Nizozemsko a Belgii; navzdory britské převaze na moři měli Němci kontrolu ve vzduchu a podpůrná britská intervence v Norsku i přes Churchillovu snahu pohořela. V důsledku neúspěchu norského tažení uspořádala Dolní sněmovna 7. a 8. května jeho vyšetřování, známé jako rozprava o Norsku. Podle historika Paula Johnsona obsahoval ze všech vládních projevů jen ten Churchillův jistou naději do budoucna a měl ve vládě jako ministr největší smysl. Chamberlain se ocitl pod palbou kritiky a běžná vládní většina 213 hlasů se zmenšila na pouhých 81; v reakci na to podal demisi.
Bylo jasné, že musí vzniknout koalice všech stran; Labouristická strana ovšem byla ochotna sloužit jen pod Churchillem, nebo ministrem zahraničí lordem Halifaxem. Halifax ale funkci premiéra odmítl s poukazem na své místo ve Sněmovně lordů; král Jiří VI. tedy jmenoval Churchilla. Vzhledem k účasti labouristů v následujícím kabinetu tím skončilo období národních vlád.